# Energy Management System
 (avril 2013).
Si vous disposez d'ouvrages ou d'articles de référence ou si vous connaissez des sites web de qualité traitant du thème abordé ici, merci de compléter l'article en donnant les références utiles à sa vérifiabilité et en les liant à la section « Notes et références ».
Un Energy Management System (EMS) est un ensemble d’outils informatiques utilisés par les gestionnaires de réseaux électriques de transport afin de surveiller, de contrôler et d'optimiser les performances de la production et du réseau électrique tout en assurant sa sûreté de fonctionnement.
Les fonctions de surveillance et de contrôle sont généralement décrites sous le vocable SCADA (Supervisory Control And Data Acquisition) et les fonctions d’optimisation et sécurité sont nommées « fonctions avancées ». On trouvera aussi la terminologie SCADA/EMS, dans ce cas l’EMS s’apparente aux fonctions avancées en excluant le périmètre SCADA. Les architectures de SCADA/EMS modernes sont modulaires et séparent ces deux fonctions .
La fonction SCADA couvre notamment:
- l'acquisition des signaux (télémesures et télésignalisations) depuis les automates (RTU-Remote Transmission Unit) des postes électriques et les SCADA des autres acteurs du système électrique (distributeurs, producteurs, clients industriels, agrégateurs, gestionnaires de réseaux voisins, centres de supervision régionaux comme CORESO,
- l'envoi d'ordre (télécommandes) ou de consignes (télé-valeurs de consignes) vers des composants du réseau (disjoncteurs, transformateurs...),
- la gestion d'alarmes basées sur la surveillance des signaux acquis (comme le maximum de courant pouvant transiter sur une ligne),
- la visualisation de la topologie électrique du réseau et des organes électriques.

Le SCADA peut également inclure des opérations simples de contrôle pour éviter les manœuvres intempestives (comme vérifier qu'aucun élément ne passe hors tension à l'issue d'une manœuvre).
La fonction EMS peut intégrer les fonctions suivantes :
- l'estimation d'état, c'est-à-dire le calculs de grandeurs électriques non mesurées à partir des grandeurs connues et de la topologie du réseau,
- l'analyse de sécurité, qui consiste en la simulation de la perte d'un composant réseau, pour garantir le bon fonctionnement en "n-1" du réseau,
- le réglage secondaire de fréquence.
- la génération automatisée de rapports, d'alarmes et de dashboards (cockpit)

De nombreuses autres fonctions peuvent venir en complément.
L'utilisation de certains EMS peut en outre contribuer à obtenir l'ISO50001, et le CEE (France).
Les fournisseurs d’EMS proposent des Dispatcher Training Simulator (DTS) ou Operator Training Simulator(OTS), il s’agit d’outils de formation qui s’appuient sur les composants SCADA/EMS.
Les principaux fournisseurs de SCADA/EMS à destination des gestionnaires de transport d'électricité sont actuellement Schneider Electric , ABB, General Electric (qui a racheté ALSTOM), SIEMENS et Weidmüller GTI Softwares avec la solution ResMa. On peut ajouter NARI (Chine) et PSI (plutôt orienté distribution).

## Ne pas confondre
Le sigle EMS est parfois utilisé pour désigner un Système de Management de l'Energie (SME) au sein d'une entreprise, quel que soit son secteur d'activité. Un Système de Management de l'Energie est, selon l'Ademe, "un outil essentiel pour atteindre les objectifs environnementaux d'efficacité énergétique et de réduction des gaz à effet de serre". Un logiciel EMS peut désigner un logiciel dédié à la performance énergétique d'un site industriel, d'un bâtiment, etc. 